# Флоренс Айсман
Флоренс Файнберг Айсман (1899-1988) — американська модельєрка, яка спеціалізується на дитячому одязі. У 1945 році вона заснувала бренд дитячого одягу Флоренс Айсман, який став одним із провідних модних брендів Вісконсіна.

## Біографія
Флоренс Файнберг народилася в Міннеаполісі 27 вересня 1899 року   Залишивши коледж через рік, вона навчалася на стенографиню, доки не одружилася з Лоуренсом Айсманом і переїхала з ним до Мілвокі, де народила двох синів.  Незабаром після цього Айсман звернулася до лікаря з приводу «нервового стану» і їй порадили знайти хобі, яке вона відшукала у виготовленні одягу для двох своїх малих синів Лоуренса-молодшого і Роберта, а також для дітей своїх друзів. 
Тим часом чоловік працював стягувачем боргів, а потім керував фабрикою іграшок, яка почала руйнуватися в 1945 році, що змусило його принести частину дитячого одягу своєї дружини Енн Леман, покупчині чиказького універмагу Marshall Field's.  Наступне величезне замовлення дало початок бізнесу Флоренс Айсман, і Енн Леман стала важливою наставницею Флоренс.  З успіхом бізнесу чоловік Айсман відмовився від фабрики іграшок, щоб утримувати дружину на повний робочий день, і Флоренс змогла продовжити свою любов до вустерської порцеляни 18-го століття та сучасного мистецтва, збираючи роботи Олександра Колдера, Анрі Матісса, Пабло Пікассо і Жан Дюбюффе.  Чоловік помер у 1967 році 
Попри невелику статуру (Флоренс Айсман була 1,47 м на зріст) і сором’язливість, Айсман була відвертою і прямою в справах і в спілкуванні з іншими людьми.  До 1985 року Айсман була в основному прикута до будинку через емфізему і проблеми зі спиною, але залишалася тісно залученою до свого бізнесу, маючи проєкти, які приносили їй додому для її затвердження.  Вона померла 9 січня 1988 року  у лікарні Колумбія, Мілвокі, від емфіземи. 

## Бренд
Бренд Florence Eiseman був запущений в 1945 році і став «провідною лінією високоякісного дитячого одягу в США».  Їх перше велике замовлення надійшло з чиказького універмагу Marshall Field у 1945 році  . Продавчиня у Marshall Field's, Енн Леман, стала важливою фігурою в житті Флоренс Айсман, даючи їй важливі поради. 
У 1955 році Айсман була нагороджена премією Neiman Marcus Fashion Award.  У 1985 році Стенлі Маркус сказав про Айсман, що вона мала відвагу у своїй вірі в те, що батьки, які цінують гарний одяг, також бажатимуть, щоб їхні діти мали гарний одяг, і що вона «визначила ринок». 
Роботи Флоренс Айсман були відомі використанням А-силуетів, фартухів, які можна було застібати на передній частині суконь, і сміливих дизайнів аплікацій.   Сара Айххорн, кураторка колекції моди в Університеті Маунт-Мері, який зберігає ряд дизайнів Айсман, описала роботу дизайнерки як підкреслення післявоєнного образу «ідилічної, орієнтованої на дитину» американської нуклеарної сім'ї та зміни сприйняття дітей від мініатюрних дорослих до «грайливих і невинних».  Вона створювала класичний одяг, який мав передаватися з покоління в покоління  та одяг спеціально для дітей з обмеженими можливостями, наприклад сукні з довшими подолами, які можна носити з милицями, та великими гудзиками, які легко маневрувати.  Одяг був виготовлений за дуже високими стандартами з використанням найкращої європейської бавовни та льону.   У 1988 році Карла Слокум, віцепрезидентка Saks Fifth Avenue, що спеціалізується на дитячому одязі, сказала, що Флоренс Айсман була «однією з найвпливовіших фігур в індустрії дитячої моди за останні кілька десятиліть». 
До 1985 року Айсман скоротила свою участь у компанії через погане здоров’я, оскільки три дизайнери принесли їй свої проєкти додому для її остаточного затвердження. Компанія також почала все частіше використовувати суміші тканин, а не чисту бавовну та льон, спростивши дизайн аплікацій, і почала використовувати комп’ютери для зберігання дизайнів і великий плотер для виготовлення візерунків.  Бізнесом керували її сини Лоуренс-молодший (президент) і Роберт Айсман (головний виконавчий директор).  Тоді, у середині 1980-х, компанія була на піку, здійснюючи продажі близько на 7 мільйонів доларів на рік, у компанії працювало близько 130 людей.  До 2017 року, після кількох банкрутств та зміни власника, компанія передала виробництво в Сальвадор і працевлаштувала 20 людей, включаючи головного дизайнера Тері Шапіро Ларсона, який у віці 21 року прийшов у компанію в 1972 році прямо з Технологічного інституту моди, і тісно співпрацював з Флоренс Айсман до її смерті. 
Відомі клієнти та користувачі
Серед тих, хто носили одяг Флоренс Айсман у дитинстві в ХХ столітті, були Керрі Фішер, Джон і Керолайн Кеннеді, а також принцеси Монако Керолайн і Стефані , а Елізабет Тейлор і родина Рокфеллерів були відомими клієнтами.  У 21 столітті дочка Бейонсе Блю Айві носила сукню Флоренс Айсман на другій інавгурації Барака Обами, а дочку Кеті Голмс, Сурі, бачили в образі Флоренс Айсман.  Під час президентства Обами офіційні президентські подарунки немовлятам спеціально замовляли Барак і Мішель Обама у Флоренс Айсман.  Ці подарунки з печаткою Президента та вишитими підписами Обами були індивідуально персоналізовані з вишивкою імені дитини-одержувачки. 

## Виставки
У 1964 році в Денверському художньому музеї відбулася ретроспектива робіт Флоренс Айсман. У 1988 році The New York Times прокоментувала, що це був, мабуть, перший випадок, коли дитячий модельєр отримав таку шану в рамках музейної ретроспективи. 
У 1985 році в Художньому музеї Мілвокі відбулася ретроспектива робіт Айсман до 40-річчя заснування бізнесу. 
Ще одна ретроспектива була організована Музеєм мистецтва Вісконсіна у 2017 році під назвою «Флоренс Айсман: дизайн дитинства для американського століття».  Деякі експонати потрапили туди з колекції Університету Маунт-Мері, який містить велику колекцію предметів Флоренс Айсман як прикладів історії моди та промисловості Мілвокі.  Виставка була створена спільно з Chipstone Foundation.
Одяг Eiseman також зберігається в Інституті костюма  та в Музеї образотворчого мистецтва в Бостоні . 